# Verwaltungsgliederung der Oblast Belgorod
Die Oblast Belgorod im Föderationskreis Zentralrussland der Russischen Föderation gliedert sich in 19 Rajons und 3 Stadtkreise (Stand 2014).
Die Rajons unterteilen sich in insgesamt 25 Stadtgemeinden (gorodskoje posselenije) und 263 Landgemeinden (selskoje posselenije).
Bei einer Verwaltungsreform wurden 2007 zuvor die oblastunterstellten (also rajon- oder „kreisfreien“) Städte Alexejewka, Schebekino und Waluiki den nach ihnen benannten Rajons unterstellt, während durch die Vereinigung der früheren Rajons Gubkinski und Starooskolski mit ihren zuvor rajonfreien Verwaltungssitzen Gubkin und Stary Oskol Stadtkreise von der üblichen Ausdehnung eines Rajons entstanden.

## Stadtkreise
| Nr. | Stadtkreis  | Einwohner | Fläche (km²) | Bevölkerungs- dichte (Ew./km²) | Stadt- bevölkerung | Land- bevölkerung | Verwaltungssitz | Weitere Ortschaften | Anzahl Städte | Anzahl Dörfer |
| --- | ----------- | --------- | ------------ | ------------------------------ | ------------------ | ----------------- | --------------- | --- | ------------- | ------------- |
| I   | Belgorod    | 356.402   | 153,1        | 2.328                          | 356.402            |                   | Belgorod        | | 1             |               |
| II  | Gubkin      | 122.121   | 1.526,62     | 80                             | 88.560             | 33.561            | Gubkin          | Archangelskoje, Bobrowy Dwory, Istobnoje, Nikanorowka, Sergijewka, Skorodnoje, Tjoply Kolodes, Troizki, Tschujewo        | 1             | 99            |
| III | Stary Oskol | 256.542   | 1.693,45     | 151                            | 221.085            | 35.457            | Stary Oskol     | Fedossejewka, Gorodischtsche, Kaplino, Monakowo, Nesnamowo, Obuchowka, Pestschanka, Rogowatoje, Schatalowka, Soldatskoje | 1             | 78            |

## Rajons
| Nr. | Rajon            | Einwohner | Fläche (km²) | Bevölkerungs- dichte (Ew./km²) | Stadt- bevölkerung | Land- bevölkerung | Verwaltungssitz | Gemeindesitze | Anzahl Stadtgemeinden | Anzahl Landgemeinden |
| --- | ---------------- | --------- | ------------ | ------------------------------ | ------------------ | ----------------- | --------------- | --- | --------------------- | -------------------- |
| 1   | Alexejewski      | 64.451    | 1.765,09     | 37                             | 39.026             | 25.425            | Alexejewka      | Stadt: Alexejewka Land: Afanassjewka, Aleinikowo, Chlewischtsche, Chreschtschaty, Garbusowo, Gluchowka, Iljinka, Ilowka, Iwaschtschenkowo, Krasnoje, Kuschtschino, Luzenkowo, Matrjono-Gesowo, Menjailowo, Muchouderowka, Podseredneje, Repenka, Schukowo, Sowetskoje, Warwarowka                              | 1                     | 20                   |
| 2   | Belgorodski      | 108.778   | 1.474,73     | 74                             | 33.903             | 74.875            | Maiski          | Stadt: Oktjabrski, Rasumnoje, Sewerny Land: Belomestnoje, Belowskoje, Bessonowka, Chochlowo, Dubowoje, Golowino, Jasnyje Sori, Jerik, Komsomolski, Krasny Oktjabr, Krutoi Log, Maiski, Malinowka, Nikolskoje, Nowosadowy, Puschkarnoje, Schtschetinowka, Schurawljowka, Strelezkoje, Tawrowo, Wessjolaja Lopan | 3                     | 21                   |
| 3   | Borissowski      | 26.252    | 650,36       | 40                             | 13.896             | 12.356            | Borissowka      | Stadt: Borissowka Land: Akulinowka, Belenkoje, Berjosowka, Chotmyschsk, Grusskoje, Krjukowo, Oktjabrskaja Gotnja, Striguny | 1                     | 8                    |
| 4   | Graiworonski     | 29.137    | 853,8        | 34                             | 6.234              | 22.903            | Graiworon       | Stadt: Graiworon Land: Besymeno, Dobroiwanowka, Dorogoschtsch, Dunaika, Golowtschino, Gora-Podol, Gorkowski, Iwanowskaja Lissiza, Kosinka, Mokraja Orlowka, Nowostrojewka-Perwaja, Smorodino | 1                     | 12                   |
| 5   | Iwnjanski        | 23.570    | 871,1        | 27                             | 7.933              | 15.637            | Iwnja           | Stadt: Iwnja Land: Bogatoje, Chomutzy, Dragunka, Kotschetowka, Kurassowka, Nowenkoje, Pokrowka, Safonowka, Suchosolotino, Syrzewo, Tscherenowo, Werchopenje, Wosnessenowka | 1                     | 13                   |
| 6   | Jakowlewski      | 57.774    | 1.089,77     | 53                             | 34.932             | 22.842            | Stroitel        | Stadt: Jakowlewo, Stroitel, Tomarowka Land: Alexejewka, Butowo, Bykowka, Dmitrijewka, Gostischtschewo, Kasazkoje, Kriwzowo, Kustowoje, Moschtschenoje, Saschnoje, Sawidowka, Smorodino, Strelezkoje, Ternowka                                                                                                  | 3                     | 14                   |
| 7   | Korotschanski    | 38.695    | 1.464,14     | 26                             | 5.877              | 32.818            | Korotscha       | Stadt: Korotscha Land: Afanassowo, Alexejewka, Annowka, Bechtejewka, Bolschaja Chalan, Bubnowo, Jablonowo, Korotkoje, Koschtschejewo, Lomowo, Melichowo, Nowaja Slobodka, Ploskoje, Plotawez, Pogorelowka, Popowka, Prochodnoje, Sajatschje, Scheino, Schigailowka, Schljachowo, Sokolowka                     | 1                     | 22                   |
| 8   | Krasnenski       | 13.371    | 851,95       | 16                             |                    | 13.371            | Krasnoje        | Land: Bolschoje, Gorki, Gotowje, Kamysino, Krasnoje, Krugloje, Lesnoje Ukolowo, Nowoukolowo, Raschowez, Setischtsche |                       | 10                   |
| 9   | Krasnogwardeiski | 40.636    | 1.762,63     | 23                             | 7.846              | 32.790            | Birjutsch       | Stadt: Birjutsch Land: Kalinowo, Kolomyzewo, Liwenka, Marjewka, Nikitowka, Nowochutornoje, Palatowo, Sassosna, Strelezkoje, Utotschka, Waluitschik, Werchnjaja Pokrowka, Werchososna, Wessjoloje | 1                     | 14                   |
| 10  | Krasnojaruschski | 14.891    | 479,22       | 31                             | 8.028              | 6.863             | Krasnaja Jaruga | Stadt: Krasnaja Jaruga Land: Grafowka, Ilek-Penkowka, Kolotilowka, Repjachowka, Sergijewka, Terebreno, Wjasowoje | 1                     | 7                    |
| 11  | Nowooskolski     | 43.396    | 1.401,58     | 31                             | 19.530             | 23.866            | Nowy Oskol      | Stadt: Nowy Oskol Land: Belomestnoje, Bogorodskoje, Bolschaja Iwanowka, Borowki, Glinnoje, Jakowlewka, Jarskoje, Nikolajewka, Ninowka, Nowaja Besginka, Oskolskoje, Scharapowka, Solonez-Poljana, Staraja Besginka, Trostenez, Wassildol, Welikomichailowka                                                    | 1                     | 17                   |
| 12  | Prochorowski     | 30.094    | 1.378,67     | 22                             | 9.761              | 20.333            | Prochorowka     | Stadt: Prochorowka Land: Belenichino, Beregowoje-Perwoje, Cholodnoje, Kolomyzewo, Kriwoschejewka, Lutschki, Malyje Majatschki, Petrowka, Plota, Podolchi, Prelestnoje, Prisnatschnoje, Radkowka, Rschawez, Schachowo, Schurawka-Perwaja, Wjasowoje                                                             | 1                     | 17                   |
| 13  | Rakitjanski      | 33.935    | 900,87       | 38                             | 18.940             | 14.995            | Rakitnoje       | Stadt: Proletarski, Rakitnoje Land: Bobrawa, Dmitrijewka, Ilek-Koschary, Nischnije Peny, Sinaidino, Soldatskoje, Trefilowka, Wengerowka, Wwedenskaja Gotnja, Wyschnije Peny, Zentralnoje | 2                     | 11                   |
| 14  | Rowenski         | 24.060    | 1.369,17     | 18                             | 10.264             | 13.796            | Rowenki         | Stadt: Rowenki Land: Aidar, Charkowskoje, Ladomirowka, Losnaja, Losowoje, Nagolnoje, Nagorje, Nowoalexandrowka, Rschewka, Swistowka, Werchnjaja Serebrjanka | 1                     | 11                   |
| 15  | Schebekinski     | 92.168    | 1.865,97     | 49                             | 50.098             | 42.070            | Schebekino      | Stadt: Schebekino Land: Beljanka, Bely Kolodes, Berschakowo, Bolschetroizkoje, Bolschoje Gorodischtsche, Grafowka, Kupino, Maksimowka, Maslowa Pristan, Murom, Nowaja Tawolschanka, Perwoje Zepljajewo, Tschurajewo, Wosnessenowka                                                                             | 1                     | 14                   |
| 16  | Tschernjanski    | 32.647    | 1.227,47     | 27                             | 15.217             | 17.430            | Tschernjanka    | Stadt: Tschernjanka Land: Andrejewka, Bolschoje, Jesdotschnoje, Kotschegury, Losnoje, Lubjanoje-Perwoje, Malotroizkoje, Noworetschje, Ogibnoje, Olschanka, Orlik, Prilepy, Russkaja Chalan, Wolokonowka, Wolotowo                                                                                              | 1                     | 15                   |
| 17  | Waluiski         | 69.167    | 1.709,64     | 40                             | 42.304             | 26.863            | Waluiki         | Stadt: Urasowo, Waluiki Land: Birjutsch, Borki, Dwulutschnoje, Gerassimowka, Jablonowo, Kasinka, Koloskowo, Kukujewka, Mandrowo, Nassonowo, Prinzewka, Roschdestweno, Schelajewo, Timonowo | 2                     | 14                   |
| 18  | Weidelewski      | 21.670    | 1.356,5      | 16                             | 7.008              | 14.662            | Weidelewka      | Stadt: Weidelewka Land: Bely Kolodes, Bolschije Lipjagi, Dolgoje, Klimenki, Kubraki, Malakejewo, Nikolajewka, Sakutskoje, Senino, Solonzy, Wiktoropol | 1                     | 11                   |
| 19  | Wolokonowski     | 32.769    | 1.287,67     | 25                             | 16.088             | 16.681            | Wolokonowka     | Stadt: Pjatnizkoje, Wolokonowka Land: Borissowka, Foschtschewatowo, Golofejewka, Gruschewka, Jutanowka, Pogromez, Pokrowka, Repjewka, Schidlowka, Staroiwanowka, Tischanka, Woltschja Alexandrowka | 2                     | 12                   |